# Женик
Женик (словен. Ženik) — поселення в общині Светий Юрій-об-Щавниці, Помурський регіон, Словенія. Висота над рівнем моря: 265,8 м.